# Psychosis
Psychosis är det fjärde studioalbumet av thrash metal-bandet Cavalera Conspiracy, som släpptes den 17 november 2017 genom Napalm Records. Albumet producerades av Arthur Rizk (som bland annat har producerat Power Trip och Inquisition), som också spelar både bas och keyboard på albumet och mastrades av Joel Grind (Toxic Holocaust).

## Låtlista
1. "Insane" - 3:50
2. "Terror Tactics" - 4:57
3. "Impalement Execution" - 4:25
4. "Spectral War" - 5:03
5. "Crom" - 5:29
6. "Hellfire" - 3:10
7. "Judas Pariah" - 3:52
8. "Psychosis" - 3:59
9. "Excruciating" - 6:22

## Medverkande
- Max Cavalera - sång, gitarr
- Igor Cavalera - trummor
- Marc Rizzo - gitarr

### Gästmedverkande
- Arthur Rizk - bas, keyboard, produktion
- Justin Broadrick - sång på "Hellfire"
- Jose Mangin - spoken word på "Excruciating"
- Dominick Fernow - synthesizer på "Spectral War", "Hellfire" och "Excruciating"
- Jason Tarpey - sång på "Crom"
- Roki Abdelaziz - sång på "Crom"
- Mixhell - intro på "Psychosis"
- Christian Cavalera - hurdy-gurdy på "Judas Pariah"
- Aaron Jaws Homoki - mungiga på "Excruciating"
- Roy Young - didgeridoo på "Excruciating"